# SMS Balaton
SMS Balaton – austro-węgierski niszczyciel z początku XX wieku. Druga jednostka typu Tátra.
„Balaton” wyposażony był w cztery kotły parowe opalane ropą i dwa opalane węglem. Współpracowały one z dwoma turbinami parowymi AEG-Curtis. Okręt uzbrojony był w dwie pojedyncze armaty kalibru 100 mm L/50 (po jednej na dziobie i rufie), sześć pojedynczych armat 66 mm L/45 (po trzy na każdej burcie), oraz dwie podwójne wyrzutnie torped kalibru 450 mm.
Niszczyciel brał udział w bitwie w Cieśninie Otranto. W jej pierwszej fazie, nad ranem, 15 maja 1917 roku „Balaton” wraz z bliźniaczymi SMS „Csepel” zaatakował konwój składający się ze statków SS „Carroccio”, SS „Verita”, SS „Bersagliere” oraz eskortującego ich kontrtorpedowca „Borea”. Podczas gdy „Csepel” zaatakował i zatopił włoski niszczyciel, „Balaton” zatopił parowce „Carroccio” i „Verita” oraz uszkodził „Bersagliere”. W trakcie późniejszego starcia z grupą włoskich okrętów, składającą się z niszczycieli „Giovanni Acerbi” „Simone Schiaffino”, „Rosolino Pilo”, „Antonio Mosto” i „Aquila”, „Balaton” nie odniósł już żadnych sukcesów.
„Balaton” przetrwał I wojnę światową i po jej zakończeniu został przekazany Włochom. Wcielony do Regia Marina pod nazwą „Zenson”. Skreślony z listy floty w 1923 roku.